# Нестерово (Челябинская область)
Не́стерово — деревня в Нязепетровском районе Челябинской области России. Входит в состав Ункурдинского сельского поселения.

## География
Находится примерно в 19 км к юго-юго-западу (SSW) от районного центра, города Нязепетровск, на высоте 368 метров над уровнем моря.

## История
Была основана в середине XVIII века как призаводское владельческое селение, где были поселены купленные в 1761 году крепостные, перевезенные на подсобные заводские работы из села Нестерово Арзамасского уезда Пензенской губернии.

## Население
| 2002 | 2010 |
| ---- | ---- |
| 264  | ↘158 |

По данным Всероссийской переписи, в 2010 году численность населения деревни составляла 158 человек (71 мужчина и 87 женщин).
Башкиры - 38 человек 

## Улицы
Уличная сеть деревни состоит из 5 улиц.